# 음력 10월 29일
음력 10월 29일은 음력 10월의 29번째 날이다.

## 사건
- 2012년 - 조선민주주의인민공화국이 오전 9시 51분 평안북도 동창리 발사장에서 장거리 로켓 은하 3호를 발사했다. 발사된 광명성 3호는 지구 궤도 진입에 성공했다.

## 탄생
- 1967년 - 대한민국의 희극인 김용만.
- 1969년 - 대한민국의 배우 하희라.
- 1988년 -
  - 대한민국의 축구 선수 김도연.
  - 대한민국의 아나운서 이선영.
  - 대한민국의 희극인 김윤호.
- 1995년 - 대한민국의 래퍼 보비 (iKON).

## 같이 보기
- 음력 360일: 1월 2월 3월 4월 5월 6월 7월 8월 9월 10월 11월 12월
- 전날:10월 28일 다음날:10월 30일 - 전달:9월 29일 다음달:11월 29일
- 양력:10월 29일
- 음력, 윤달